# Kamele
Die Kamele (Camelidae) sind eine Säugetierfamilie aus der Ordnung der Paarhufer (Artiodactyla), innerhalb derer sie die einzige rezente Familie der Unterordnung der Schwielensohler (Tylopoda) darstellen. Sie lassen sich in zwei Gruppen unterteilen: Die erste Gruppe bilden die Altweltkamele (Camelus) mit dem Dromedar oder Einhöckrigen Kamel und dem Trampeltier oder Zweihöckrigen Kamel, auch Großkamele genannt. Die zweite Gruppe umfasst die Neuweltkamele (Lamini) mit den Gattungen der Lamas (Lama) und Vikunjas (Vicugna) – die höckerlosen Kleinkamele.

## Merkmale

### Allgemeines
Kamele sind Tiere, die durch einen langen, dünnen Hals, einen kleinen Kopf und relativ langgestreckte, schlanke Beine charakterisiert sind. Hinsichtlich der Größe gibt es aber deutliche Unterschiede zwischen den Neuweltkamelen, die ein Gewicht von 35 bis 150 Kilogramm erreichen, und den Altweltkamelen, die zwischen 300 und 700 Kilogramm schwer werden.

Passgang eines Trampeltiers. Animierte Serienfotografie von Eadweard Muybridge (1887)

Namengebend für die Unterordnung („Schwielensohler“) ist der Aufbau der Füße: Im Gegensatz zu den meisten anderen Paarhufern, die mit den hufumkleideten Spitzen der Zehen auftreten, berühren die Kamele mit dem vorletzten und letzten Glied der Zehen den Boden. Sie tragen keine Hufschalen, sondern gebogene Nägel, wodurch aber nur die Vorderkante der Füße geschützt wird. Die Zehen ruhen auf einem elastischen Polster aus Bindegewebe, das eine breite Sohlenfläche bildet. Die jeweils zwei Zehen sind die Mittelstrahlen (dritter und vierter Zeh), die übrigen Zehen sind völlig rückgebildet. Darüber hinaus sind Mittelhand- und Mittelfußknochen zum so genannten Kanonenbein verwachsen und auch die Unterarmknochen sind teilweise zusammengewachsen. Im Gegensatz zu den (meisten) übrigen Paarhufern (s. Giraffen) bewegen sich Kamele im Passgang fort, das heißt, es wird immer abwechselnd das linke und rechte Beinpaar bewegt. Aus diesem Grund werden sie auch „Wüstenschiffe“ genannt, da sie den Reiter schaukeln.

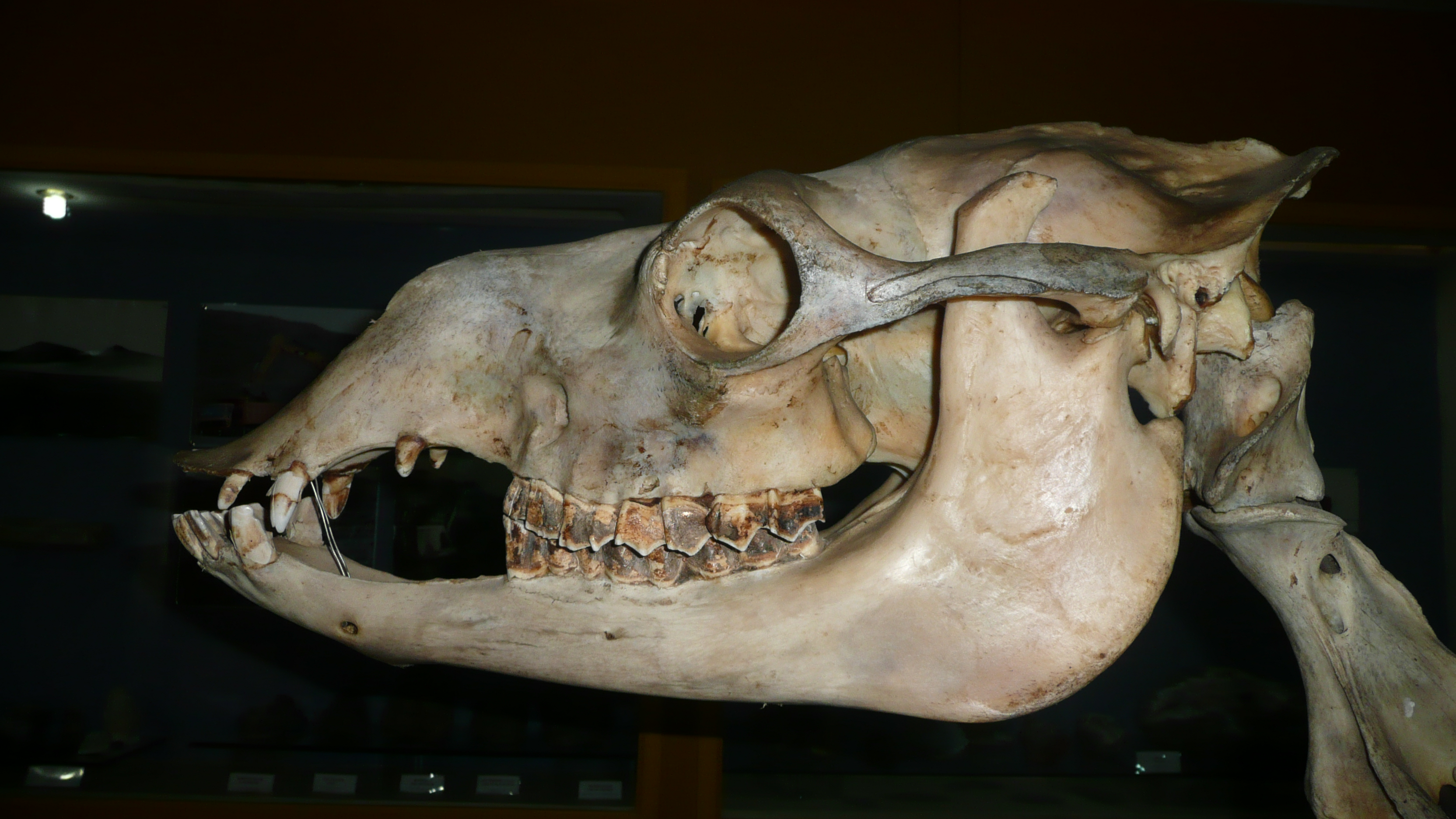
Schädel eines Trampeltiers. Das Diastema im Gebiss ist erkennbar

Der Schädel der Kamele ist flach und langgestreckt, Hörner oder ein Geweih sind nicht vorhanden. Die Oberlippe ist gespalten, die Nüstern sind verschließbar. Diese Tiere haben 30 bis 34 Zähne: pro Kieferhälfte ist nur ein oberer Schneidezahn vorhanden, der eckzahnähnlich entwickelt ist, die insgesamt sechs spachtelförmigen unteren Schneidezähne ragen nach vorne. Zwischen dem Eckzahn und den Backenzähnen klafft eine als Diastema bezeichnete Lücke. Die Zahnformel für die Kamele wird mit I 1/3 - C 1/1 - P 1-3/1-2 - M 3/3 = 28 bis 34 angegeben. Es fehlen die beiden inneren oberen Schneidezähne, sie werden wie bei den Wiederkäuern durch eine Dentalplatte ersetzt, welche aus Bindegewebe besteht und mit Epithel bedeckt ist. Der jeweils äußere obere Schneidezahn ähnelt einem Eckzahn. Eine Besonderheit findet sich bei den Vikunjas, deren untere Schneidezähne ständig nachwachsen, was einmalig unter den Paarhufern ist. Bei den Altweltkamelen bestehen je Gebisshälfte oben drei und unten zwei Prämolaren. Dem gegenüber ist die Anzahl der Vormahlzähne bei den Neuweltkamelen reduziert.
Kamele sind die einzigen Säugetiere, die keine runden, sondern ovale Rote Blutkörperchen haben.

### Verdauungstrakt
Obwohl die Kamele nicht zur Unterordnung der Wiederkäuer gerechnet werden, kauen Kamele wieder und haben wie diese einen mehrkammerigen Magen, der zur besseren Verdauung der rein pflanzlichen Nahrung dient, sich wohl aber unabhängig vom Magen der Wiederkäuer entwickelt hat (konvergente Evolution, z. B. auch Kängurus). Sie haben im Gegensatz zu den Wiederkäuern einen dreigliedrigen und keinen viergliedrigen Magen: zwei Vormägen, die im Unterschied zu denen der Wiederkäuer mit Drüsen ausgestattet sind, und den eigentlichen oder Labmagen.

### Anpassungen an extreme Lebensräume

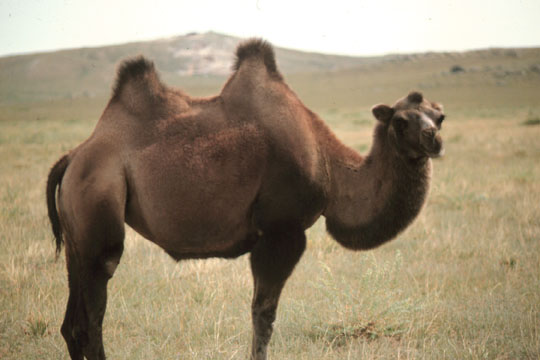
Trampeltier (Camelus bactrianus)

Struktur von Schwere-Ketten-Antikörpern der Knorpelfische (IgNAR) und Kamele (hcIgG) im Vergleich zu konventionellen IgG-Antikörpern

Da Kamele vorwiegend trockene Regionen bewohnen, haben sie eine Reihe von Merkmalen entwickelt, mit dem Wasser besser hauszuhalten. Stark verlängerte Henlesche Schleifen in den Nieren sorgen für eine hohe Konzentration des Urins, auch der Kot ist im Vergleich zu anderen Säugetieren verdickt. Eine Besonderheit sind die Roten Blutkörperchen, die nicht rund, sondern oval sind. Diese Form bewirkt, dass Kamele in kürzester Zeit sehr viel Wasser aufnehmen können (kolportiert werden 200 Liter in 15 Minuten) ohne die Gefahr einer Wasserintoxikation („Überwässerung“ des Körpers). Bei den Neuweltkamelen bewirkt die ovale Form eine bessere Sauerstoffaffinität, was ihnen ein Überleben in der dünnen Atmosphäre in Höhen über 5000 Metern (Vikunja) ermöglicht. Die Körpertemperatur der Kamele ist variabler als die der meisten anderen Säugetiere und kann um 6 bis 8 °C schwanken, was das Schwitzen deutlich vermindert.
Altweltkamele sind durch die Höcker charakterisiert, die entgegen der landläufigen Meinung nicht als Wasser-, sondern als Fettspeicher fungieren – geschrumpfte Höcker sind also ein Anzeichen für einen schlechten Ernährungszustand. Die Anpassung der Nieren, der Mechanismen zur Regulierung der Körpertemperatur und die Resorption von Wasserdampf aus der Atemluft mit Hilfe der Nasenschleimhäute wurde insbesondere von Knut Schmidt-Nielsen erforscht.

### Immunsystem
Neuweltkamele, zu denen als Haustierformen auch das Lama und das Alpaka zählen, produzieren in Ergänzung zu den konventionellen IgG-Antikörpern zusätzlich eine wesentlich einfacher aufgebaute Sorte von speziellen Antikörpern, sogenannte Schwere-Ketten-Antikörper (hcIgG). Diese bestehen anstelle von vier aus nur zwei Ketten und sind im Vergleich zu herkömmlichen Antikörpern somit wesentlich kleiner und kompakter und weisen zudem eine größere pH- und Temperaturstabilität auf. Die besonderen Eigenschaften ihrer Antikörper rücken Kamele als Spenderorganismen für Schwere-Ketten-Antikörper in den Fokus der medizinischen Forschung. Ziel ist es hierbei, Antikörper für den therapeutischen Einsatz zu entwickeln. Ein Beispiel für eine erfolgreiche medizinische Anwendung sind kamelide Antikörperfragmente zur Bekämpfung von Trypanosoma brucei rhodesiense, Erreger der – ohne Behandlung – tödlich verlaufenden Afrikanischen Schlafkrankheit.
Schwere-Ketten-Antikörper konnten in der Natur – außer bei Kameliden – bisher ausschließlich innerhalb der Klasse der Knorpelfische (Chondrichthyes), genauer bei einigen Haien und möglicherweise bei den Kurznasenchimären, gefunden werden.

## Verbreitung und Lebensraum
Die Altweltkamele stammen ursprünglich vermutlich aus Asien – das Dromedar aus dem Arabischen Raum und das Trampeltier aus Zentralasien –, sie sind aber als Nutztiere weit verbreitet worden und finden sich heute beispielsweise auch in Nordafrika und in Australien wieder. Ihr Lebensraum sind trockene Steppen, Halbwüsten und Wüsten.
Die Neuweltkamele kommen zumeist in höhergelegenen Bergregionen im westlichen und südlichen Südamerika vor, wo sie trockenes, offenes Gelände bewohnen und die Vikunjas bis auf 5700 m Höhe aufsteigen.

## Lebensweise

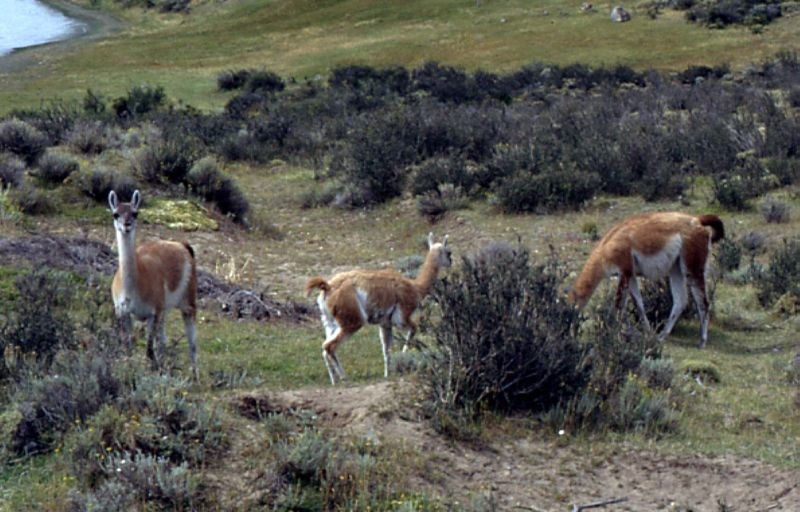
Guanakos leben wie alle Kamele meist in Gruppen

### Sozialverhalten und Ernährung
Kamele sind tagaktiv und leben in freier Wildbahn zumeist in Haremsgruppen, die aus einem Hengst (Männchen), mehreren Stuten (Weibchen) und dem gemeinsamen Nachwuchs (Fohlen) bestehen. Heranwachsende Männchen, die aus ihrer Geburtsgruppe vertrieben wurden, bilden oft Junggesellengruppen. Um die Führerschaft in einer Haremsgruppe kann es zu erbitterten Kämpfen zwischen zwei Männchen kommen.
Kamele sind Pflanzenfresser, die sich hauptsächlich von Gräsern ernähren. Insbesondere Altweltkamele sind dafür bekannt, auch dornige oder salzhaltige Pflanzen zu sich nehmen zu können.

### Fortpflanzung
Nach einer Tragzeit von 360 bis 440 Tagen bringt das Weibchen in der Regel ein einzelnes Fohlen zur Welt. Dieses ist Nestflüchter und kann innerhalb kürzester Zeit selbständig gehen. Nach rund einem Jahr wird es entwöhnt, nach zwei bis drei Jahren geschlechtsreif. Altweltkamele können 40 bis 50 Jahre alt werden, für Neuweltkamele ist ein Alter von bis zu 28 Jahren belegt.

## Systematik und Entwicklungsgeschichte

### Externe Systematik und Entwicklungsgeschichte
Die Kamele werden zusammen mit den Wiederkäuern (Ruminantia) und den Schweineartigen (Suina) zur Ordnung der Paarhufer (Artiodactyla) zusammengefasst. (Nach kladistischen Gesichtspunkten müssen auch die Wale zu dieser Gruppe gerechnet werden.) Die Kamele wurden früher als nahe Verwandte der Wiederkäuer betrachtet, molekulargenetische Untersuchungen stellen sie eher an die Basis der Cetartiodactyla (des gemeinsamen Taxons aus Paarhufern und Walen). Das kommt in folgendem Stammbaum zum Ausdruck:
|                           | Wiederkäuer (Ruminantia)                                                        |
|                           |                                                                                 |
| Cetancodonta/Whippomorpha | \| \| Wale (Cetacea) \| \| \| \| \| \| Flusspferde (Hippopotamidae) \| \| \| \| |
|                           | \| \| Wale (Cetacea) \| \| \| \| \| \| Flusspferde (Hippopotamidae) \| \| \| \| |
|                           | Wale (Cetacea)                                                                  |
|                           |                                                                                 |
|                           | Flusspferde (Hippopotamidae)                                                    |
|                           |                                                                                 |

|  | Wale (Cetacea)               |
|  |                              |
|  | Flusspferde (Hippopotamidae) |
|  |                              |

|                           | Wiederkäuer (Ruminantia)                                                        |
|                           |                                                                                 |
| Cetancodonta/Whippomorpha | \| \| Wale (Cetacea) \| \| \| \| \| \| Flusspferde (Hippopotamidae) \| \| \| \| |
|                           | \| \| Wale (Cetacea) \| \| \| \| \| \| Flusspferde (Hippopotamidae) \| \| \| \| |
|                           | Wale (Cetacea)                                                                  |
|                           |                                                                                 |
|                           | Flusspferde (Hippopotamidae)                                                    |
|                           |                                                                                 |

|  | Wale (Cetacea)               |
|  |                              |
|  | Flusspferde (Hippopotamidae) |
|  |                              |

|                           | Wiederkäuer (Ruminantia)                                                        |
|                           |                                                                                 |
| Cetancodonta/Whippomorpha | \| \| Wale (Cetacea) \| \| \| \| \| \| Flusspferde (Hippopotamidae) \| \| \| \| |
|                           | \| \| Wale (Cetacea) \| \| \| \| \| \| Flusspferde (Hippopotamidae) \| \| \| \| |
|                           | Wale (Cetacea)                                                                  |
|                           |                                                                                 |
|                           | Flusspferde (Hippopotamidae)                                                    |
|                           |                                                                                 |

|  | Wale (Cetacea)               |
|  |                              |
|  | Flusspferde (Hippopotamidae) |
|  |                              |

|                           | Wiederkäuer (Ruminantia)                                                        |
|                           |                                                                                 |
| Cetancodonta/Whippomorpha | \| \| Wale (Cetacea) \| \| \| \| \| \| Flusspferde (Hippopotamidae) \| \| \| \| |
|                           | \| \| Wale (Cetacea) \| \| \| \| \| \| Flusspferde (Hippopotamidae) \| \| \| \| |
|                           | Wale (Cetacea)                                                                  |
|                           |                                                                                 |
|                           | Flusspferde (Hippopotamidae)                                                    |
|                           |                                                                                 |

|  | Wale (Cetacea)               |
|  |                              |
|  | Flusspferde (Hippopotamidae) |
|  |                              |

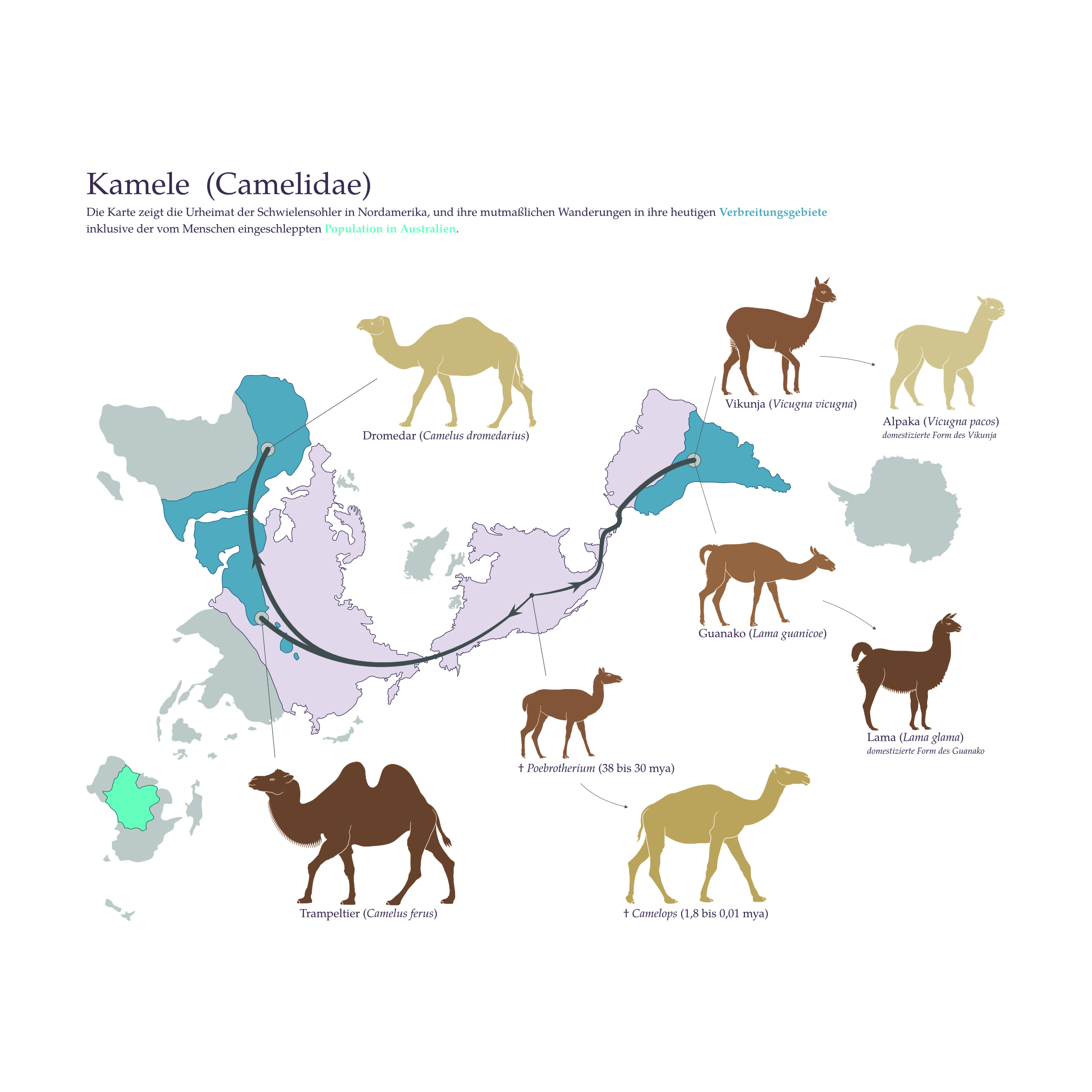
Evolutive Ausbreitung der Kamele von ihrem vermuteten Ursprungsgebiet in Nordamerika bis zu den Verbreitungsgebieten der heutigen Arten

Stammesgeschichtlich sind die ersten Schwielensohler im Eozän (etwa vor 40 bis 50 Millionen Jahren) in Nordamerika aufgetreten und waren zunächst auf diesen Kontinent beschränkt. Häufig werden die Merycoidodontidae mit den Schwielensohlern in Verbindung gebracht. Diese eher schweinartigen Tiere sind mit ihrer Typusform Merycoidodon in großer Anzahl aus den White River Badlands im Mittleren Westen der USA belegt. Die Gruppe bestand hauptsächlich im Eozän und im Oligozän. Räumlich und zeitlich einher gehen die Protoceratidae, welche durch ein oder zwei Hornpaare auf den Schädeln männlicher Tiere charakterisiert sind. Die ersten Vertreter der Kamele selbst sind ebenfalls im Eozän Nordamerikas nachweisbar. Einen der stammesgeschichtlich ältesten Angehörigen bildet Poebrodon, das anhand eines Oberkiefers aus dem Uinta-Becken im US-Bundesstaat Utah erstbeschrieben wurde. Die Form datiert in das Mittlere Eozän. Etwas jünger ist Poebrotherium, wiederum nachgewiesen in den White River Badlands. Das kleine Tier ähnelte äußerlich eher heutigen Gazellen, was neben den Körperform auch durch die schmalen Hufe hervorgerufen wurden, an denen offensichtlich noch nicht das typische Fußpolster der heutigen Kamele bestand. Allerdings war entsprechend den rezenten Arten die Schnauze bereits recht deutlich ausgezogen. Letzteres Merkmal wurde durch Floridatragulus aus dem Miozän des südöstlichen Nordamerikas noch extrem verstärkt. Dessen Schnauze wirkte durch ihre langgestreckt-schmale Form fast „krokodil“-artig. Abweichend von den heutigen Kamelen lebte Floridatragulus in feucht-warmen Landschaften. Aus dem Obermiozän Nordamerikas ist dagegen die Gattung Aepycamelus bekannt. Dabei kam ein Vertreter der Kamele im mittleren Pliozän vor rund 3,5 Millionen Jahren auch im zu dieser Zeit bewaldeten hohen Norden Amerikas vor, wie Funde von der Ellesmere-Insel zeigen. Über die zeitweise trockene Beringstraße beziehungsweise den Isthmus von Panama sind sie nach Asien beziehungsweise Südamerika eingewandert. In Nordamerika sind sie erst vor verhältnismäßig kurzer Zeit ausgestorben, die Gattung Camelops überlebte bis vor etwa 10.000 Jahren. Ob dieses Aussterben auf klimatische Veränderungen oder die Bejagung durch die eingewanderten Menschen (Overkill-Hypothese) zurückzuführen ist, ist umstritten.

### Innere Systematik

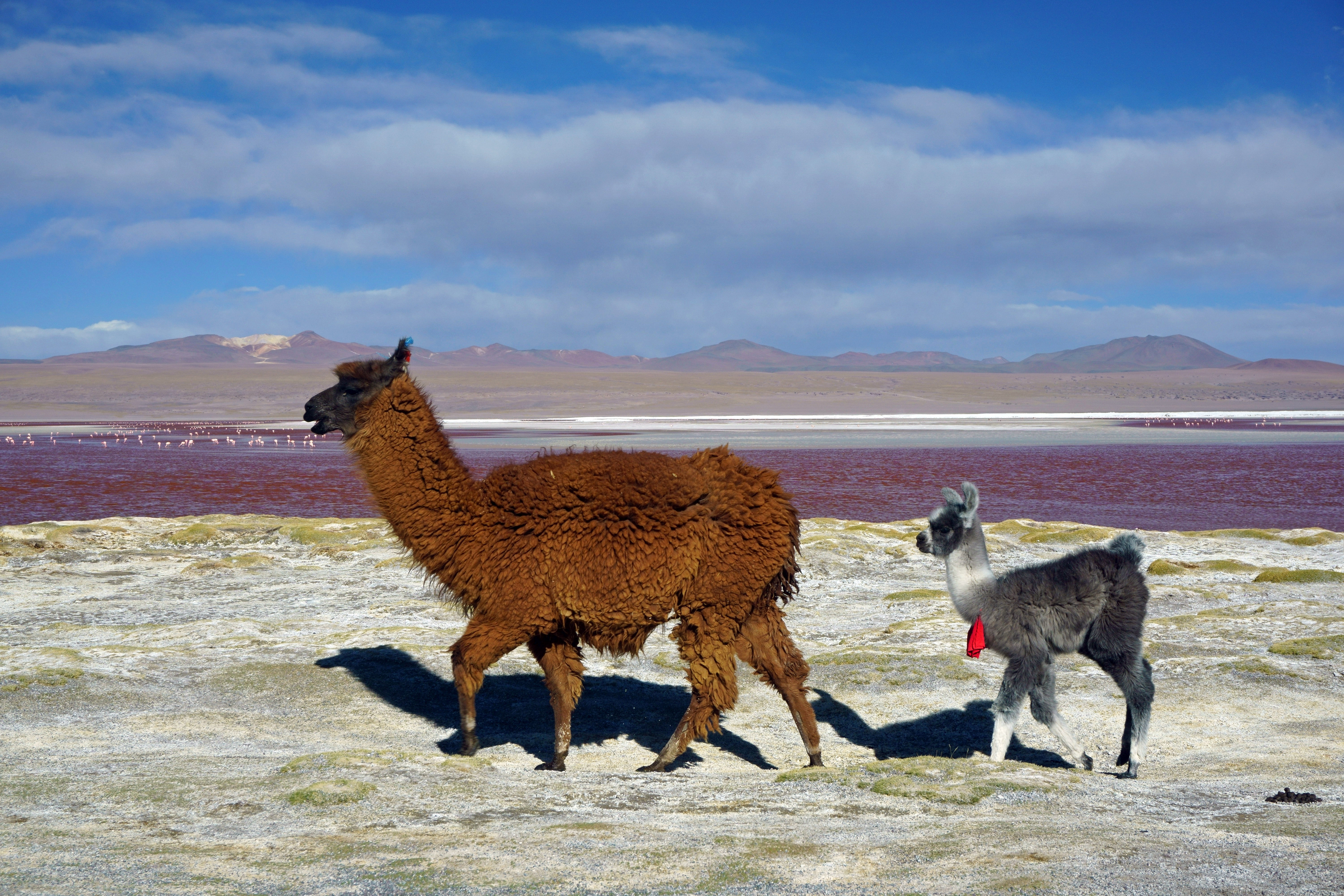
Lama (L. glama)

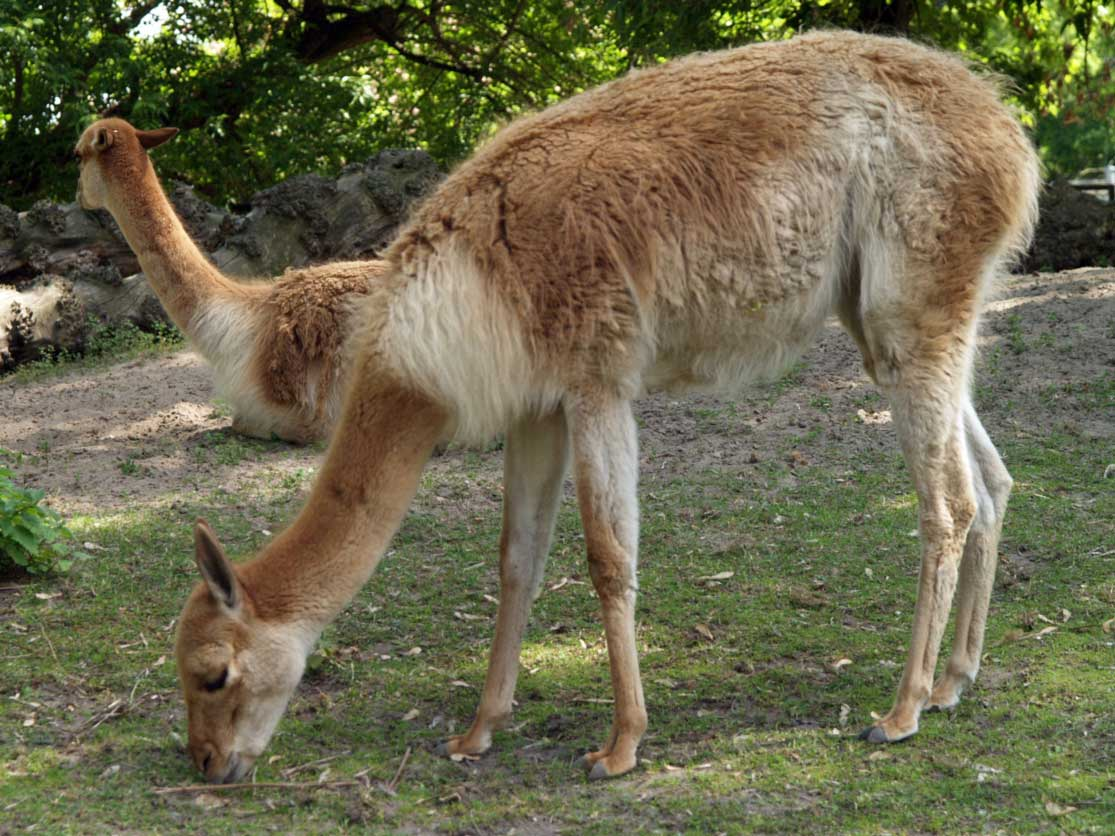
Vikunjas sind die kleinsten lebenden Kamele

Heute werden zwei Tribus mit zusammen drei Gattungen und vier bis sechs Arten unterschieden:
- Tribus Camelini

- Gattung Altweltkamele (Camelus)

- Dromedar oder Einhöckriges Kamel (C. dromedarius)
- Trampeltier oder Zweihöckriges Kamel (C. bactrianus)

- Tribus Lamini Syn.: Aucheniini (Neuweltkamele)

- Gattung Lamas (Lama)

- Guanako (L. guanicoe)
- Lama (L. glama)

- Gattung Vikunjas (Vicugna)

- Vikunja (V. vicugna)
- Alpaka (V. pacos)

Alle rezenten Kamele gehören zur Unterfamilie Camelinae. In der Tribus der Neuweltkamele ist die Einteilung in zwei Gattungen mit vier Arten (die wildlebenden Guanakos und Vikunjas sowie die daraus domestizierten Lamas und Alpakas) umstritten, da es auch durch Kreuzungen fließende Übergänge gibt. Diese vier Arten werden manchmal zu einer einzigen Gattung (Lama) zusammengefasst. Im Jahre 2001 wurde durch DNA-Untersuchungen bestätigt, dass das Alpaka vom Vikunja abstammt, so dass der früher genutzte wissenschaftliche Name Lama pacos durch Vicugna pacos ersetzt wurde. Teilweise gilt die nördliche Unterart des Vikunja auch als eigenständige Art und wird dann unter Vicunja mensalis geführt (alternativ Lama mensalis). Auch bei den Altweltkamelen gibt es Meinungsunterschiede: Das Trampeltier wird manchmal in zwei Arten, die domestizierte (Camelus bactrianus) und die freilebende Form (C. ferus) aufgeteilt, manchmal wird auch das Dromedar mit dem Trampeltier als konspezifisch betrachtet. Die Gattung Camelus ist die einzige rezente Gattung aus der Tribus Camelini, fossile Gattungen stellen unter anderem Camelops und Aepycamelus dar, wobei letztere auch manchmal einer eigenen Unterfamilie Aepycamelinae zugeordnet wird.

### Kamel-Hybriden
Hybridbildungen kommen sowohl bei Altwelt- als auch bei Neuweltkamelen vor.
Dromedare und Trampeltiere sind untereinander kreuzbar, die Hybride sind fortpflanzungsfähig und werden Tulus oder Bukhts genannt. Sie haben entweder einen einzelnen, lang gezogenen oder einen größeren und einen kleineren Höcker.
Auch die Neuweltkamelarten sind untereinander kreuzbar und bringen fruchtbare Nachkommen zur Welt.
Durch Insemination sind auch Hybride zwischen Lamas und Altweltkamelen gezüchtet worden. Die so entstandene Hybride wurde von den verantwortlichen Wissenschaftlern „Cama“ genannt.

## Kamele und Menschen

### Etymologie und Bezeichnungen

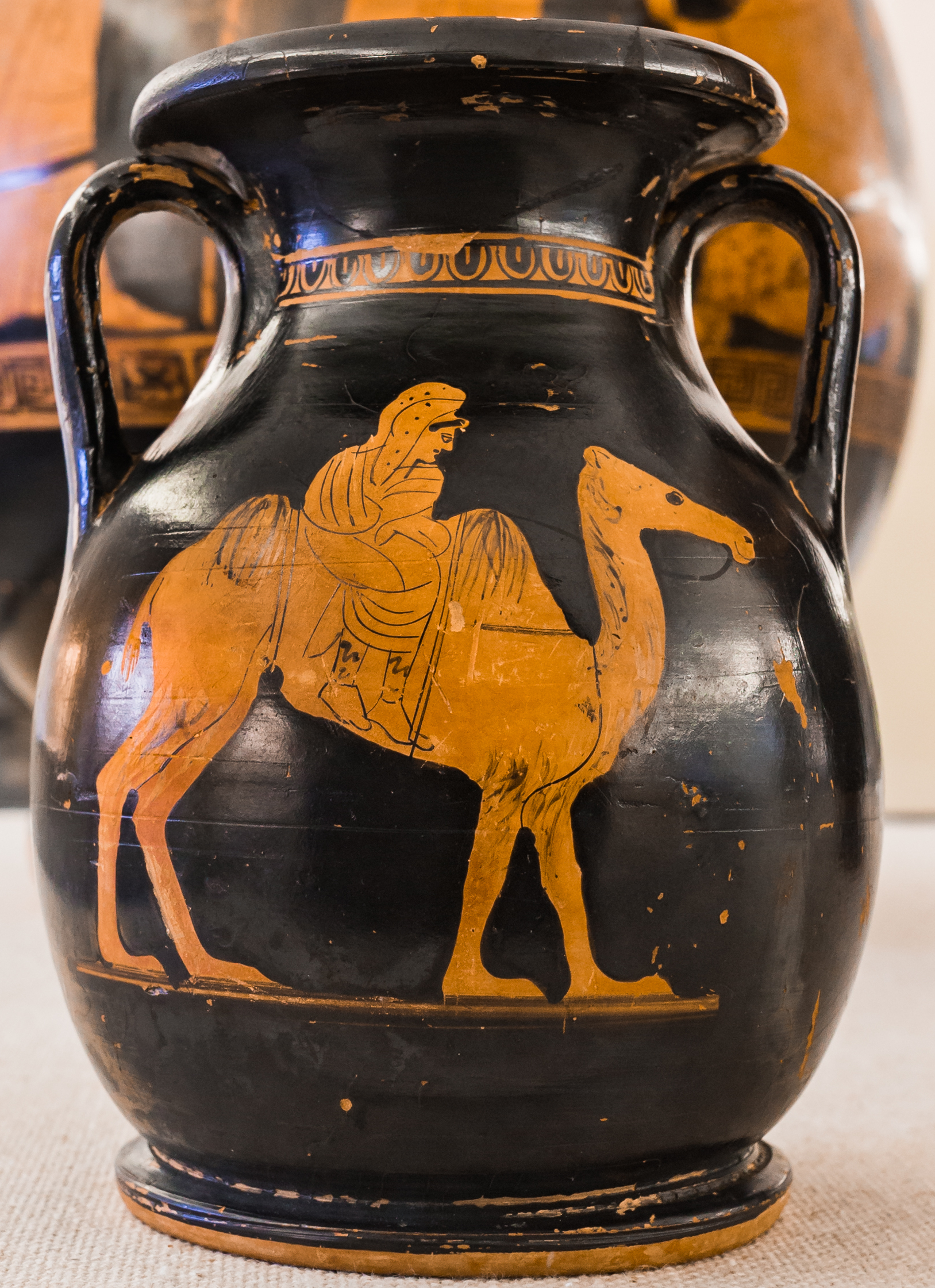
Perser auf Kamel. Griechischer Behälter, Athen, um 440 v. Chr.

Das Wort Kamel stammt über lateinische und griechische Vermittlung aus semitischen Sprachen. Mit dschamal (DMG ǧamal) ist im Arabischen speziell das Lastkamel gemeint, während das Reitkamel dhalūl (DMG ḏalūl) genannt wird. Ǧamal geht auf Neuassyrisch gammalu zurück und ist in der frühesten Form in Keilschrift als Akkadisch ANŠEGAM.MAL auf einer Tontafel überliefert, die in die Zeit von ʿAmmī-itaqumma (um 1795–1750 v. Chr.) von Alalach datiert wird. ANŠE ist das Determinativ für „Esel“, bezeichnet als die Kategorie „Lasttier“.
Wortformen mit anlautendem k- in frühen Stufen ostkaukasischer Sprachen und andere linguistische Befunde lassen es möglich erscheinen, dass das Wort von dort stammt. Mit der Domestizierung der zweihöckrigen Baktrischen Kamele ab dem 3. Jahrtausend v. Chr. im heutigen Turkmenistan und ihrer Verbreitung in der Eurasischen Steppe wäre das Wort bereits damals aus einer kaukasischen Sprache in das vor-indoeuropäsche Substrat Osteuropas und in die semitischen Sprachen des Nahen Ostens entlehnt worden.
In germanischen Sprachen hieß das Tier nach dem Deutschen Wörterbuch der Brüder Grimm gotisch ulbandus, althochdeutsch olpentâ, mittelhochdeutsch olbente, verwandt mit „Elefant“. Der neue Name wurde durch die Kreuzzüge aus der Levante mitgebracht: „Der olbenten, daz walhe heizent camelum“ (… „welche Kamele heißen“, 12. Jahrhundert). Über mittelhochdeutsch kembel, kemmel, kémel, kamel mit Betonungswechsel auf die zweite Silbe nach dem lateinischen Vorbild camēlus im 16. Jahrhundert.
Mit der Entdeckung der amerikanischen Kamele wurden zusätzliche Bezeichnungen nötig. Seither werden „Altweltkamele“ (die der Alten Welt) und „Neuweltkamele“ unterschieden.

### Domestikation

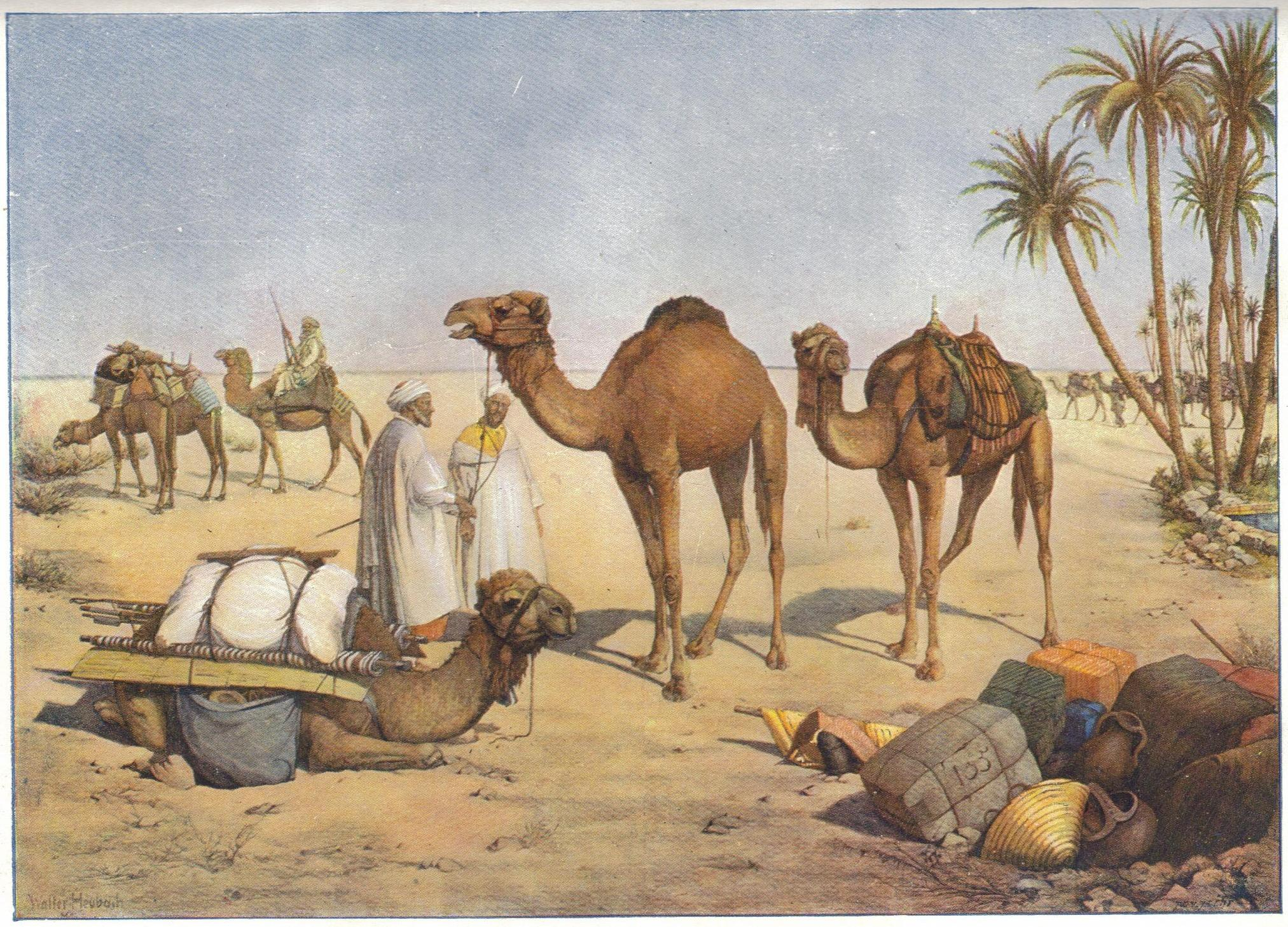
Lagernde Dromedare, Gemälde von Walter Heubach, um 1900

Sowohl Altwelt- als auch Neuweltkamele waren bereits im letzten vorchristlichen Jahrtausend domestiziert. Sie wurden vorrangig als Last- und Zugtiere, daneben aber auch als Woll-, Milch- und Fleischlieferanten (Kamelfleisch) verwendet und werden vielfach bis heute zu diesen Zwecken gehalten. Durch die Domestikation wurde Handel in manchen Teilen der Welt, beispielsweise der arabischen Halbinsel, erst möglich.
Die militärische Nutzung von Kamelen ist zumindest seit dem 9. Jahrhundert v. Chr. belegt. Seitdem werden die Tiere bis heute für diesen Zweck eingesetzt (siehe Kamelreiter). Durch britische und US-amerikanische Streitkräfte wurden Kamele auch in der Neuzeit, beispielsweise im Zuge des U.S. Camel Corps, des Camel Coros der Gordon Relief Expedition  und der Imperial Camel Corps Brigade, eingesetzt.
Lama und Alpaka sind Zuchtformen, die aus dem Guanako und möglicherweise dem Vikunja entstanden. Das Dromedar existiert nur mehr als domestizierte Art – die Wildform ist vermutlich seit 2000 Jahren erloschen. Vom freilebenden Trampeltier gibt es nur noch Restbestände in China und der Mongolei. Mit der Zucht befasst sich das Camel Reproduction Centre Dubai.

### Kamele in der Kultur

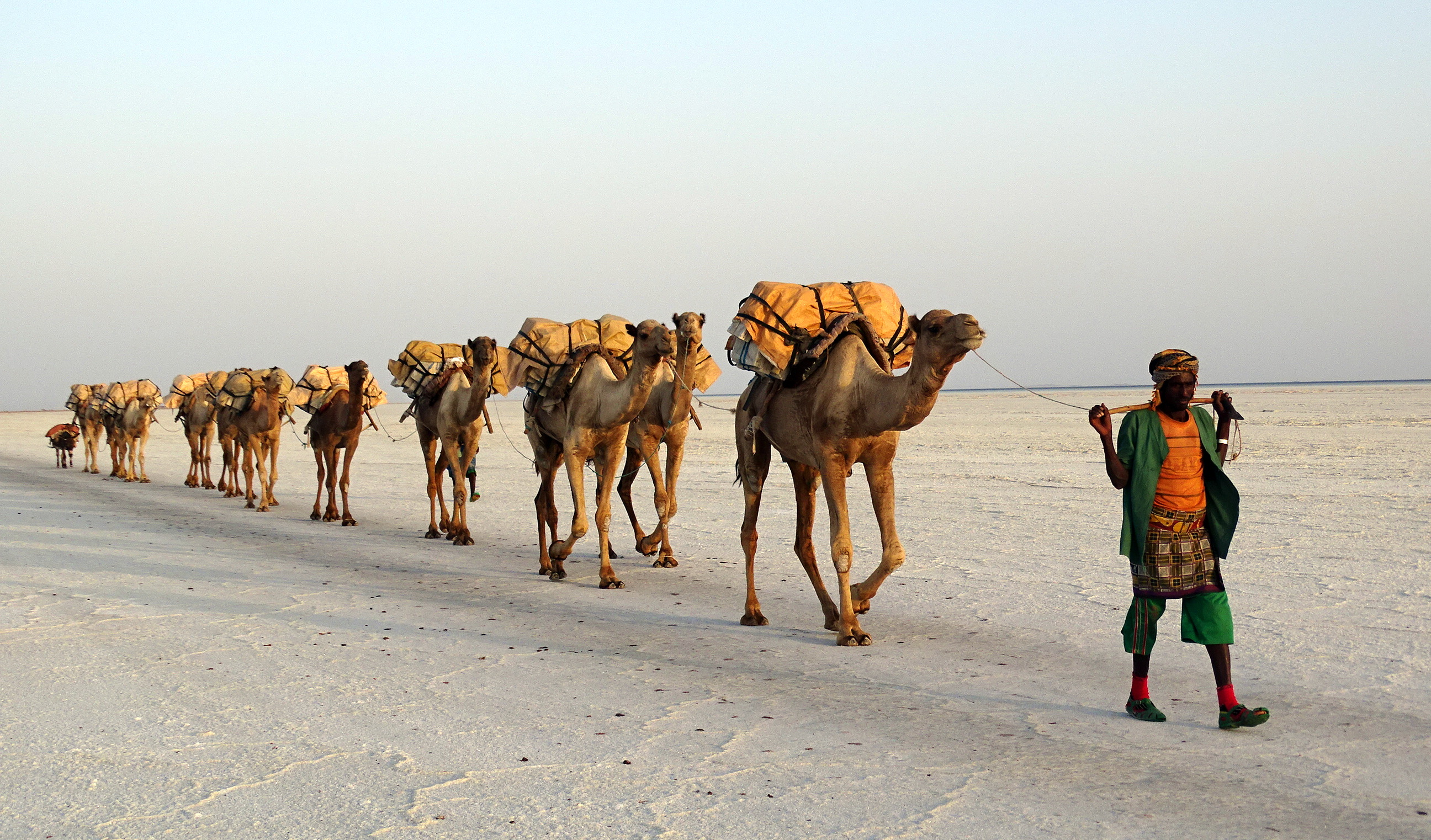
Salzkarawane mit Dromedaren, Karumsee in Äthiopien

Als wichtige Last- und Nutztiere spielen Kamele auch in der Kultur eine bedeutende Rolle. Kamelhirn wurde früher in der Heilkunde verwendet. Im allgemeinen Sprachgebrauch sind mit „Kamelen“ oft nur die Altweltkamele gemeint, darum werden die kulturellen Bezüge unter Altweltkamele in der Kultur behandelt.

### Internationales Jahr der Kamele
Im Oktober 2017 riefen die Vereinten Nationen das Jahr 2024 zum Internationalen Jahr der Kamele aus, um auf die ökologische und ökonomische Bedeutung der Kamele für die Bevölkerung in unterentwickelten Teilen der Welt aufmerksam zu machen. Im Weltmuseum Wien eröffnete im Februar 2024 die elfmonatige Ausstellung „Auf dem Rücken der Kamele“.